# Марк Папирий Мугилан
Марк Папирий Мугилан (на латински: Marcus Papirius Mugillanus; Marcus Papirius L. F. Mugillanus) e политик на ранната Римска република през 5 век пр.н.е.

## Биография
Произлиза от патрицианската фамилия Папирии. Син е на Луций Папирий Мугилан (консул 427 пр.н.е., военен трибун 422 пр.н.е. и цензор 418 пр.н.е.) и брат на Луций Папирий Мугилан/Луций Папирий Крас (военен трибун 382, 380 и 376 пр.н.е.).
През 418 пр.н.е. той е консулски военен трибун и се бие успешно против волските. През 416 пр.н.е. става за втори път консулски военен трибун. През 411 пр.н.е. е консул.